# یوکی تسوچیهاشی
یوکی تسوچیهاشی (انگلیسی: Tsuchihashi Yuki؛ زادهٔ ۱۶ ژانویهٔ ۱۹۸۰) بازیکن فوتبال است که در تیم ملی فوتبال زنان ژاپن بازی کرده‌است.